# Susana Higuchi
Susana Higuchi   (Lima, 26 d'abril de 1950 - Lima, 8 de desembre de 2021) va ser una política i enginyera peruana d'ascendència japonesa, coneguda com l'esposa del president Alberto Fujimori. Membre del Congrés per dos períodes de 2000 a 2006, va ser escollida com a membre del Frente Independiente Moralizador (FIM), un partit polític reformista aliat amb el llavors president Alejandro Toledo, en les eleccions generals de 2000 i 2001.

## Biografia
Higuchi, d'origen japonès, va néixer a Lima, Perú. Era filla de Tomás Higuchi i Seki Miyagawa. Va estudiar a la Universitat Nacional d'Enginyeria de Lima (UNI) enginyeria civil, i s'especialitzà en irrigacions i construcció. Va crear l'Empresa Constructora Fuyi, i va publicar un llibre: Construcció d'Aules Prefabricades.
Com a primera dama durant la presidència de Fujimori, Higuchi va ser una de les primeres persones del Perú a al·legar delictes criminals per part del seu marit. Ja el 1992, va denunciar els seus sogres Fujimori per corrupció en relació amb la venda de roba usada donada pel Japó. El 1994, va condemnar públicament el seu marit com a tirà i el seu govern com a corrupte. Fujimori va reaccionar retirant-li formalment del títol de Primera Dama l'agost de 1994, nomenant la seva filla gran Keiko en el seu lloc.
Higuchi va establir llavors el seu propi partit polític, amb Armonia siglo XXI i va anunciar la seva intenció d'entrar en política com a candidata a l'alcaldia de Lima en les eleccions de 1995. El desembre de 1994 el partit Armonia va ser declarat inelegible perquè no va aconseguir reunir el nombre necessari de signatures per a ser qualificat de partit polític legítim.
A causa de la seva franquesa, Higuchi va ser sotmesa a repetits esforços per a silenciar-la. En 2001, va dir als investigadors que investigaven la corrupció dels anys Fujimori que havia estat torturada "cinc-centes vegades" pels serveis d'intel·ligència de l'exèrcit peruà. Fujimori va negar que Higuchi hagués estat torturada. Va dir que les cicatrius a l'esquena i el coll no van ser causades per la tortura, sinó que van ser el resultat d'una teràpia tradicional xinesa i japonesa anomenada moxa, a la qual Higuchi es va sotmetre per a ajudar a deixar de fumar i alleujar els problemes de l'esquena.
El juliol de 2001, va al·legar que el 1990, poc abans d'arribar al poder, el seu exmarit va rebre una donació de 12,5 milions de dòlars de ciutadans japonesos destinats a nens pobres al Perú, però la va dipositar en un compte bancari privat al Japó.

## Vida personal
Higuchi es va casar amb Alberto Fujimori el 1974 i es va divorciar formalment el 1996. Tenen quatre fills: Keiko Fujimori, Hiro Alberto, Sachi Marcela i Kenji Gerardo.